# Angelonia

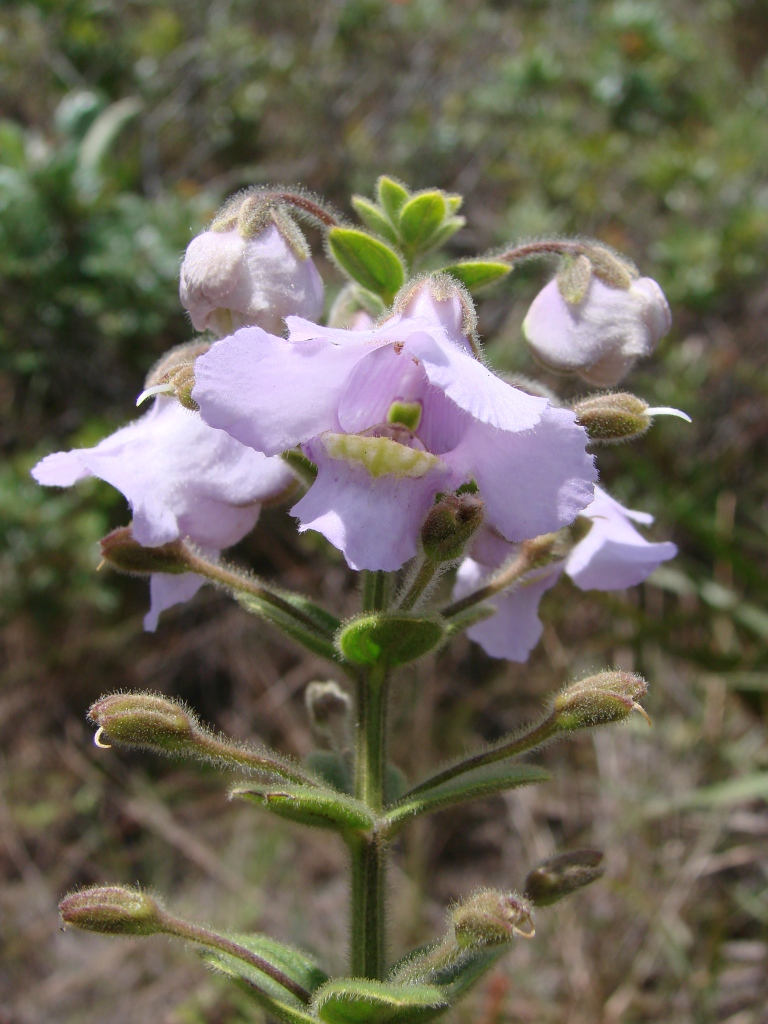
Angelonia verticillata

Angelonia (Angelonia) – rodzaj roślin z rodziny babkowatych. Obejmuje około 25–34 gatunków. Rośliny te występują w Ameryce Środkowej i Południowej, najbardziej zróżnicowane są w Brazylii. Jako introdukowane rosną też w strefie tropikalnej Starego Świata. Zasiedlają siedliska podmokłe, zwykle źródliska i brzegi strumieni, występują też na wybrzeżu morskim. Niektóre gatunki uprawiane są jako rośliny ozdobne (np. A. gardneri), w tym także na kwiaty cięte (zwłaszcza A. biflora).

## Morfologia
PokrójByliny i półkrzewy osiągające do 1 m wysokości.
LiścieNaprzeciwległe lub w górze pędu skrętoległe, pojedyncze, całobrzegie lub ząbkowane.
KwiatyWyrastają zebrane w zwykle długie, wąskie grona w szczytowej części pędu. Działek kielicha jest pięć i zrośnięte są tylko u nasady. Płatki korony zrośnięte są w krótką rurkę. Trzy płatki na tworzą dolną wargę u nasady woreczkowato rozdętą, dwa płatki tworzą wargę górną. Płatki mają barwę niebieską do fioletowo-różowej, często są różnobarwnie nakrapiane. Pręciki są cztery, w dwóch parach. Zalążnia górna, dwukomorowa, z dwoma lub większą liczbą zalążków i pojedynczą szyjką słupka.
OwoceTorebki.

## Systematyka
Rodzaj z rodziny babkowatych Plantaginaceae, dawniej w szeroko ujmowanej rodzinie trędownikowatych Scrophulariaceae.
Wykaz gatunków
- Angelonia acuminatissima Herzog
- Angelonia alternifolia V.C.Souza
- Angelonia angustifolia Benth.
- Angelonia arguta Benth.
- Angelonia biflora Benth.
- Angelonia bisaccata Benth.
- Angelonia blanchetii Benth.
- Angelonia campestris Nees & Mart.
- Angelonia chiquitensis Herzog
- Angelonia ciliaris B.L.Rob.
- Angelonia cornigera Hook.
- Angelonia crassifolia Benth.
- Angelonia cubensis B.L.Rob.
- Angelonia eriostachys Benth.
- Angelonia evitae Descole & Borsini
- Angelonia gardneri Hook.
- Angelonia goyazensis Benth.
- Angelonia grandiflora C.Morren
- Angelonia hassleriana Chodat
- Angelonia hirta Cham.
- Angelonia hookeriana Gardner ex Benth.
- Angelonia integerrima Spreng.
- Angelonia leandrii J.Kickx f.
- Angelonia linarioides Taub.
- Angelonia minor Fisch. & C.A.Mey.
- Angelonia parviflora Barringer
- Angelonia pilosella J.Kickx f.
- Angelonia pratensis Gardner ex Benth.
- Angelonia procumbens Nees & Mart.
- Angelonia pubescens Benth.
- Angelonia salicariifolia Bonpl.
- Angelonia serrata Benth.
- Angelonia tomentosa Moric. ex Benth.
- Angelonia verticillata Philcox